# Adrián Lastra
Luis Adrián Álvaro Lastra, més conegut com a Adrián Lastra (Madrid, 26 de febrer de 1984), és un actor i músic espanyol.

## Biografia
Adrián Lastra neix al febrer de 1984 al barri de Palomeras Bajas (districte de Puente de Vallecas). Arran de veure els primers programa d'Operación Triunfo decideix que el que vol fer amb la seva vida és cantar. Així que l'any 2003 va començar a rebre classes de tècnica vocal i lírica amb la cantant d'òpera Victoria Manso. Ha realitzat cursos d'Interpretació musical amb Patricia Ferro, finalitzant amb una actuació en la Sala Clamores de Madrid i amb l'actriu i cantant Susana Rinaldi, de l'Argentina.
Al setembre d'aquest mateix any es va presentar a un concurs nacional de música Pop/Rock que es va desenvolupar a Madrid a la sala Galileo Galilei, organitzat per la productora Sorra Music, en el qual va obtenir el primer premi. El juliol de 2004 comença la seva marxa en el món del teatre musical amb Broadway Millenium de la companyia de teatre Kheops Karnak.

## Trajectòria professional

### Teatres i musicals
En 2005 va entrar a formar part de l'elenc del musical Hoy no me puedo levantar que es representava al Teatre Rialto de Madrid. Adrián va treballar en ell fins que va concloure la gira en 2009. Va interpretar principalment els papers de Colate i Mario, encara que durant la gira va complir un dels seus desitjos i va actuar en alguna ocasió com Panchi. També participa en la versió infantil del musical En tu fiesta me colé que es realitza a Madrid.
En 2009 comença el musical 40, El Musical on Adrián interpreta el paper de Joaquín, un estudiant de periodisme que destapa els secrets dels seus amics a través d'un radioblog, durant 2 temporades.
El 19 de març de 2012 Adrián s'incorpora a Más de cien mentiras el musical amb les cançons de Joaquín Sabina en el paper de Tuli.
A principis de 2013 s'anuncia la tornada als escenaris de Hoy no me puedo levantar, que comptaria novament amb Adrián com un dels seus protagonistes en una nova versió del musical. Finalment, el 12 de setembre de 2013 en el Teatre Coliseum de Madrid s'estrena l'espectacle, en el qual Adrián reprèn el paper de Colate, personatge que ja interpretaria en la versió original i de la Gira.
El març de 2015 es va anunciar que l'obra El discurs del rei s'anava a adaptar al teatre dirigida per Magüi Mira. En aquesta mateixa data, es va anunciar que Adrián participaria en aquesta obra de teatre interpretant el paper principal del rei Jorge VI, Bertie. L'obra es va estrenar el 29 de maig de 2015 al Teatro Español i actualment continua el seu gira per tot Espanya.

### Televisió
Apareix de manera habitual en Lalola, amb el paper de Boogie. Un friki encarregat del so en el programa de ràdio on treballa la millor amiga de la protagonista de la qual està secretament enamorat. A Impares i Bicho malo (nunca muere) apareix donant vida al Ruli.
En l'estiu de 2011 s'incorpora al repartiment de BuenAgente, la sèrie de la Sexta, donant vida a Jorge, un policia local company de Sebas, paper interpretat per Antonio Molero. Al novembre de 2011 apareix en el capítol d' Aída "La moda de mi mejor amigo" interpretant a Luis, un pacient de la psicòloga a la qual acudeix Luisma, encara que finalment és tractat per ell mateix. Al maig de 2012 comença el rodatge de Stamos okupa2 per a TVE, en el paper de Pistoas.
Al febrer de 2013 va fitxar per Antena 3 per a protagonitzar la sèrie Velvet amb el paper de Pedro i que s'emet des del 17 de febrer de 2014. Compartint trama amb l'actriu Cecilia Freire, la seva parella en la ficció. Després del final de Velvet fitxa per la seva continuació Velvet Colección interpretat al personatge de Pedro igual que en la seva antecessora. Comparteix trama amb Nacho Montes, Andrea Duro i Llorenç González. Aquesta vegada no comparteix trama amb Cecilia Freire ja que mentre estaven gravant la sèrie l'actriu havia donat a llum al seu primer fill en la vida real, i era incompatible compaginar-ho amb els rodatges de la sèrie. Es va estrenar el 22 de setembre de 2017 en Movistar+.

### Cinema

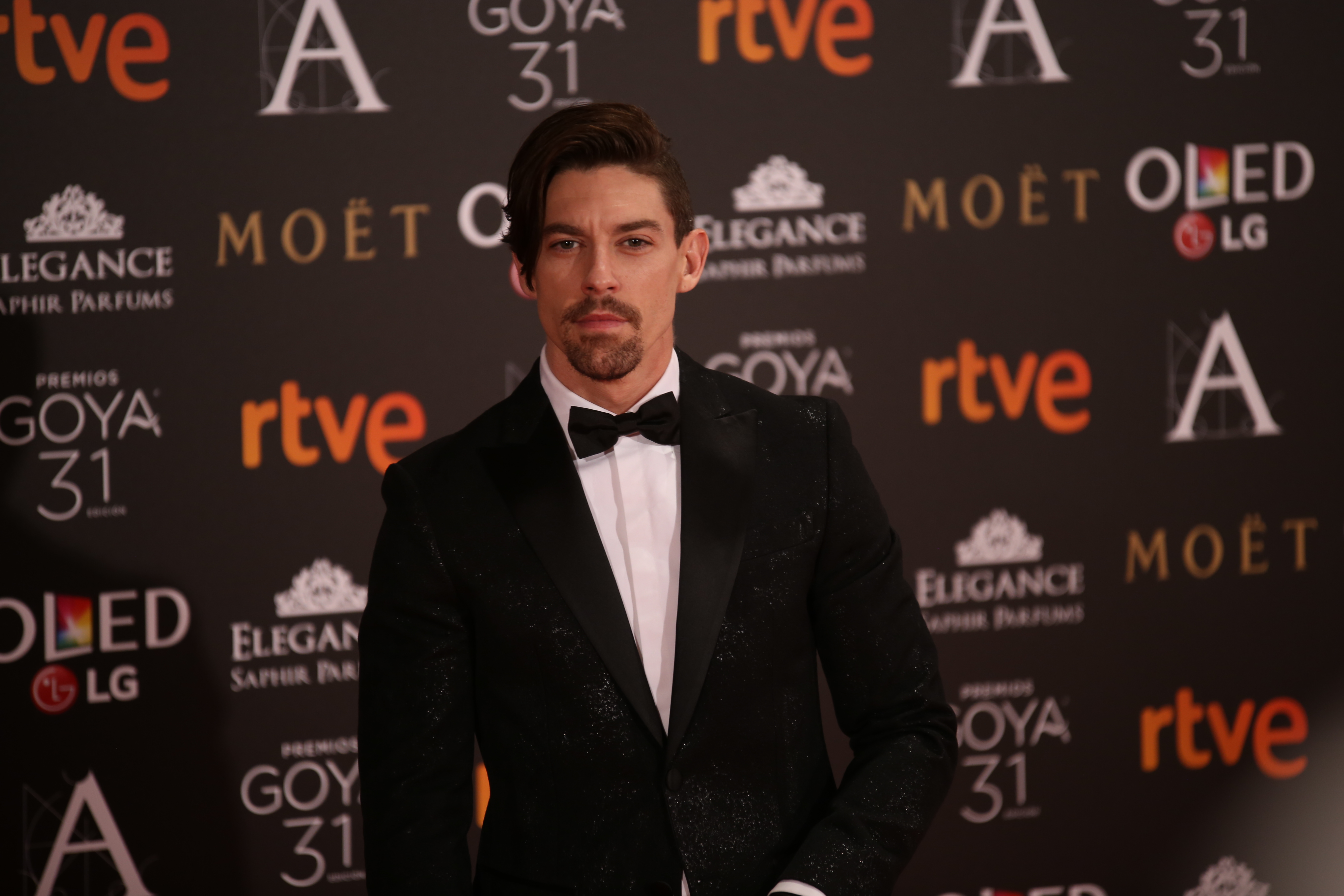
En los Premios Goya de 2017

Adrián fa la seva primera intervenció al cinema amb un paper protagonista a Primos de Daniel Sánchez Arévalo. En aquest film interpreta a José Miguel, un dels tres cosins protagonistes. Un exmilitar que torna de la guerra de l'Afganistan amb un fort trauma que no ha deixat a penes rastre del valent soldat que era abans. Comparteix cartell amb Quim Gutiérrez, Raúl Arévalo, Inma Cuesta, Núria Gago, Clara Lago i Antonio de la Torre. Per aquest paper rep una nominació al Goya al millor actor revelació.
Protagonitza en 2011 Fuga de cerebros 2 amb Canco Rodríguez, Gorka Lasaosa, Alberto Amarilla, Pablo Penedo i El Langui. En ella interpreta Alfonso, el germà d'Emilio, el protagonista de la primera part interpretat per Mario Casas, que viatja a Harvard a la recerca de la seva núvia, interpretada per Paula Prendes. Ja havia aparegut de manera fugaç al principi de la primera part comprant droga al personatge interpretat per Canco Rodríguez, "El Cabra".
Al maig de 2015 es dona a conèixer una nova pel·lícula del director Marcos Cabotá titulada Noctem. Dins del repartiment, trobem a Adrián al costat d'Esteban Piñero i Álex González. La pel·lícula conta la història de dos amics que desapareixen a Mèxic i, un any després, troben els seus telèfons mòbils, plens d'enregistraments mitjançant les quals tractaran de descobrir què és el que els ha esdevingut.
Durant l'any 2016 roda la pel·lícula Toc Toc de Vicente Villanueva, estrenada el 6 d'octubre de 2017. També durant l'any 2016 va rodar la pel·lícula Nadie muere en Ambrosía, que està pendent de ser estrenada.
En 2018 grava al costat de William Levy i Alicia Sanz la pel·lícula En brazos de un asesino, una obra basada en el supervendes en anglès Killing Sarai de l'escriptora J.A. Redmerski, en aquesta pel·lícula dona vida a Niklas, amic i company del protagonista i assassí a sou Víctor Faust. Es va estrenar a cinemes estatunidencs el desembre de 2019.

## Filmografia

### Cinema
| Any  | Títol                          | Personatge               | Notes           |
| ---- | ------------------------------ | ------------------------ | --------------- |
| 2009 | Fuga de cerebros               | Figurant                 | Paper menor     |
| 2011 | Primos                         | José Miguel              | Paper principal |
| 2011 | Fuga de cerebros 2             | Alfonso Carbajosa Benito | Paper principal |
| 2013 | Temporal                       | Venedor                  | Paper principal |
| 2015 | De chica en chica              | Gustavo                  | Paper secundari |
| 2017 | Noctem                         | Adrián                   | Paper principal |
| 2017 | Toc Toc                        | Otto                     | Paper principal |
| 2017 | El club de los buenos infieles | Profesor                 | Paper menor     |
| 2018 | Conducta animal                | Jack                     | Paper principal |
| 2019 | Litus                          | Marcos                   | Paper principal |
| 2019 | Si yo fuera rico               | Marcos                   | Paper secundari |
| 2019 | En brazos de un asesino        | Niklas                   | Paper secundari |
| 2020 | Hasta que la boda nos separe   | Ben                      | Paper secundari |
| 2020 | Nadie muere en Ambrosia        | Lázaro                   | Paper principal |

### Televisió
| Any       | Títol                            | Personatge           | Cadena    | Notes        |
| --------- | -------------------------------- | -------------------- | --------- | ------------ |
| 2005      | Corta-t                          | Pipo                 | Cuatro    | 9 episodis   |
| 2006      | Tirando a dar                    | —                    | Telecinco | 1 episodi    |
| 2006      | Yo soy Bea                       | —                    | Telecinco | 1 episodi    |
| 2006-2007 | Los hombres de Paco              | —                    | Antena 3  | 2 episodis   |
| 2006      | Matrimonio con hijos             | —                    | Cuatro    | 1 episodi    |
| 2006      | Manolo y Benito Corporeision     | —                    | Antena 3  | 1 episodi    |
| 2006      | Génesis: En la mente del asesino | Fan                  | Cuatro    | 1 episodi    |
| 2008      | Impares                          | El Ruli              | Neox      | 4 episodis   |
| 2008-2009 | Lalola                           | Juan Manuel «Boogie» | Antena 3  | 103 episodis |
| 2009      | Bicho malo (nunca muere)         | El Ruli              | Neox      | 40 episodis  |
| 2011      | BuenAgente                       | Jorge                | La Sexta  | 12 episodis  |
| 2011      | Aída                             | Luis                 | Telecinco | 1 episodi    |
| 2012      | Stamos okupa2                    | Antonio «Pistolas»   | TVE       | 13 episodis  |
| 2013-2016 | Velvet                           | Pedro Infantes       | Antena 3  | 55 episodis  |
| 2017-2019 | Velvet Colección                 | Pedro Infantes       | Movistar+ | 21 episodis  |
| 2019      | Pequeñas coincidencias           | Cita de Marta        | Antena 3  | 1 episodi    |

### Teatre
| Any       | Títol                    | Personatge          |
| --------- | ------------------------ | ------------------- |
| 2004      | Broadway Millenium       | —                   |
| 2004-2005 | Flashdance               | —                   |
| 2004-2005 | La Década Prodigiosa     | —                   |
| 2005      | Ragtime                  | —                   |
| 2005      | Hoy no me puedo levantar | Colate/Mario/Panchi |
| 2009-2010 | 40, El Musical           | Joaquín             |
| 2012      | Más de cien mentiras     | Tuli                |
| 2015      | El discurso del rey      | Rey Jorge VI        |
| 2017      | Tu sonrisa               | Tony                |

## Premis i nominacions
| Any  | Premi                  | Categoria                      | Títol                    | Resultat  |
| ---- | ---------------------- | ------------------------------ | ------------------------ | --------- |
| 2007 | Premis Gran Via        | Millor cover masculí           | Hoy no me puedo levantar | Guanyador |
| 2012 | Premis Goya            | Millor actor revelació         | Primos                   | Nominat   |
| 2012 | Premis San Pancracio   | Actor revelació                | Primos                   | Guanyador |
| 2014 | Premis Kapital         | Millor actor de teatre musical | Hoy no me puedo levantar | Guanyador |
| 2015 | Neox Fan Awards        | El prota de la tele            | Velvet                   | Nominat   |
| 2016 | Premis Ercilla         | Millor intèrpret masculí       | El discurso del rey      | Guanyador |
| 2016 | Premi Unión de Actores | Millor actor de repartiment    | Velvet                   | Guanyador |